# Xavier Estrada
Xavier Estrada Fernández (Lleida, 27 januari 1976) is een Spaans voetbalscheidsrechter.
Estrada begon in 1996 als scheidsrechter. Van 2006 tot 2009 leidde hij wedstrijden in de Segunda División. Op 30 augustus 2009 debuteerde Estrada in de Primera División door de wedstrijd tussen RCD Mallorca en CD Xerez te leiden. In 2014 was hij scheidsrechter in de heenwedstrijd om de Supercopa tussen Real Madrid en Atlético Madrid.
Sinds 2013 is hij internationaal scheidsrechter. Estrada leidde de finale van het EK Onder-19 2014 tussen Duitsland en Portugal.
Hij werd in 2013, 2014, 2015, 2016, 2018 en 2019 verkozen tot beste Catalaanse scheidsrechter op het Gala de les Estrelles del Futbol Català.
Estrada was een van de arbiters tijdens het Europees kampioenschap onder 21 in 2015.

## Interlands
| Datum            | Plaats                        | Wedstrijd                    | Uitslag | Competitie                  | Kreeg geel | Kreeg voor de tweede keer geel en dus rood | Weggestuurd |
| ---------------- | ----------------------------- | ---------------------------- | ------- | --------------------------- | ---------- | ------------------------------------------ | ----------- |
| 14 augustus 2013 | Barcelona, Spanje             | Colombia – Servië            | 1 – 0   | Vriendschappelijk           | 2          | 0                                          | 0           |
| 5 maart 2014     | Cornellà de Llobregat, Spanje | Colombia – Tunesië           | 1 – 1   | Vriendschappelijk           | 3          | 1                                          | 0           |
| 28 maart 2015    | Praag, Tsjechië               | Tsjechië – Letland           | 1 – 1   | Kwalificatie EK 2016        | 4          | 0                                          | 0           |
| 6 juni 2015      | Andorra la Vella, Andorra     | Andorra – Equatoriaal-Guinea | 0 – 1   | Vriendschappelijk           | 2          | 0                                          | 0           |
| 5 september 2015 | Podgorica, Montenegro         | Montenegro – Liechtenstein   | 2 – 0   | Kwalificatie EK 2016        | 3          | 0                                          | 0           |
| 29 maart 2016    | Piraeus, Griekenland          | Griekenland – IJsland        | 2 – 3   | Vriendschappelijk           | 3          | 0                                          | 0           |
| 10 oktober 2016  | Zenica, Bosnië                | Bosnië en Her. – Cyprus      | 2 – 0   | WK 2018 kwalificatie        | 4          | 0                                          | 0           |
| 10 juni 2017     | Bakoe, Azerbeidzjan           | Azerbeidzjan – Noord-Ierland | 0 – 1   | WK 2018 kwalificatie        | 5          | 0                                          | 0           |
| 31 mei 2018      | Luxemburg, Luxemburg          | Luxemburg – Senegal          | 0 – 0   | Vriendschappelijk           | 3          | 0                                          | 0           |
| 6 september 2018 | Faro, Portugal                | Portugal – Kroatië           | 1 – 1   | Vriendschappelijk           | 3          | 0                                          | 0           |
| 13 oktober 2018  | Dublin, Ierland               | Ierland – Denemarken         | 0 – 0   | UEFA Nations League 2018/19 | 5          | 0                                          | 0           |

Laatste aanpassing op 3 november 2018